# Hochwald (film)
Hochwald je rakousko-belgický hraný film z roku 2020, který režírovala Evi Romen podle vlastního scénáře. Snímek měl světovou premiéru na filmovém festivalu v Curychu dne 27. září 2020. Inspiraci k filmu našla Evi Romen v teroristických útocích v Paříži v listopadu 2015.

## Děj
Mario žije v malé vesničce v jižním Tyrolsku. Je nadšený pro tanec a rád by se stal tanečníkem. Ostatní obyvatelé na něj pohlížejí kriticky, ale od otce se mu dostává podpory. Jednoho dne Mario potká svého přítele z dětství Lenze. Lenz pracuje jako herec v Římě a Mario k němu něco cítí. Mario za ním jede do Říma, kde se setkají v gay baru. Poté, co islámští atentátníci vtrhnou do baru, Lenz při útoku zemře. Mario přežije a vrací se do rodné vesnice sám. Opět se dostává do problému s drogami. Setkává se s Nadimem, který propaguje korán. Maria začne přitahovat Nadim a islám.

## Obsazení
| Thomas Prenn          | Mario        |
| Noah Saavedra         | Lenz         |
| Josef Mohamed         | Nadim        |
| Ursula Scribano-Ofner | Marina       |
| Kida Khodr Ramadan    | Mami         |
| Lissy Pernthaler      | Olga         |
| Elisabeth Kanettis    | Kathi        |
| Claudia Kottal        | Claudia      |
| Katja Lechthaler      | Lamberta     |
| Marco Di Sapia        | Lenzův agent |

## Ocenění
- Diagonale: cena Carla Mayera za scénář (Evi Romen), nejlepší kostýmy (Cinzia Cioffi), nejlepší hraný film (Evi Romen)
- Filmový festival v Curychu: cena za nejlepší film v sekci Fokus
- Filmový festival v Bolzanu: cena jižního Tyrolska v kategorii hraný film (Evi Romen)
- Rakouská filmová cena: vítěz v kategoriích nejlepší herec v hlavní roli (Thomas Prenn), nejlepší kostýmy (Cinzia Cioffi) a nejlepší hudba (Florian Horwath), nominace v kategoriích nejlepší hraný film, nejlepší herec ve vedlejší roli (Noah Saavedra), nejlepší scénář (Evi Romen), nejlepší kamera (Martin Gschlacht), nejlepší masky (Sam Dopona a Verena Eichtinger) a nejlepší střih (Karina Ressler)
- Cena Romy v kategorii nejlepší kamera (Martin Gschlacht a Jerzy Palacz)
- Filmový festival Braunschweigu: nominace v kategorii nejlepší začínající herec (Thomas Prenn)